# Joseph Ruskin
Pour les articles homonymes, voir Ruskin (homonymie).
Joseph Ruskin (nom de scène de Joseph Richard Schlafman), né le 14 avril 1924 à Haverhill (Massachusetts) et mort le 28 décembre 2013 à Santa Monica (Californie), est un acteur américain.

## Biographie
Au cinéma, Joseph Ruskin contribue à trente films américains, depuis Le Diable dans la peau de George Sherman (1960, avec Audie Murphy et Felicia Farr) jusqu'à Mise à prix de Joe Carnahan (2006, avec Ryan Reynolds et Jeremy Piven). 
Entretemps, mentionnons La Chute d'un caïd de Budd Boetticher (son deuxième film, 1960, avec Ray Danton et Karen Steele), Les Sept Voleurs de Chicago de Gordon Douglas (1964, avec Frank Sinatra et Dean Martin), L'Honneur des Prizzi de John Huston (1985, avec Jack Nicholson et Kathleen Turner), Proposition indécente d'Adrian Lyne (1993, avec Robert Redford et Demi Moore) et Le Roi Scorpion de Chuck Russell (2002, avec Dwayne Johnson et Kelly Hu).
À la télévision américaine, il apparaît dans cent-vingt-six séries, depuis The Honeymooners (un épisode, 1955) jusqu'à Bones (un épisode, 2006). Dans l'intervalle, citons Les Incorruptibles (six épisodes, 1959-1963), Mission impossible (six épisodes, 1966-1972), Drôles de dames (deux épisodes, 1976-1981), Star Trek: Deep Space Nine (trois épisodes, 1994-1996) et Alias (trois épisodes, 2002).
S'ajoutent neuf téléfilms entre 1960 et 1989, dont Captain America de Rod Holcomb (1979, avec Red Brown dans le rôle-titre).
Au théâtre enfin, il joue notamment Off-Broadway à New York en 1956-1957 dans quatre pièces de William Shakespeare, dont Hamlet.
Joseph Ruskin meurt en 2013, à 89 ans.

## Filmographie partielle

### Cinéma
- 1960 : Le Diable dans la peau (Hell Bent for Leather) de George Sherman : Shad
- 1960 : La Chute d'un caïd (The Rise and Fall of Legs Diamond) de Budd Boetticher : Matt Moran
- 1960 : Les Sept Mercenaires (The Magnificent Seven) de John Sturges : Flynn
- 1962 : Les Fuyards du Zahrain (Escape from Zahrain) de Ronald Neame : le souverain du Zahrain
- 1964 : Les Sept Voleurs de Chicago (Robin and the 7 Hoods) de Gordon Douglas : Twitch
- 1982 : L'Épée sauvage (The Sword and the Sorcerer) d'Albert Pyun : Malcolm
- 1985 : L'Honneur des Prizzi (Prizzi's Honor) de John Huston : Marxie Heller
- 1993 : Proposition indécente (Indecent Proposal) d'Adrian Lyne : le patron de la mine
- 1998 : Star Trek : Insurrection de Jonathan Frakes : le troisième officier de Son'a
- 2002 : Le Roi Scorpion (The Scorpion King) de Chuck Russell : le chef de la tribu
- 2005 : Diamond Zero de David Gaz et Annelie Wilder : Quentin Leeds
- 2006 : Mise à prix (Smokin' Aces) de Joe Carnahan : Primo Sparazza

### Télévision

#### Séries
- 1955 : The Honeymooners, saison 1, épisode 12 Something Fishy de Frank Satenstein : un membre du Racoon Lodge
- 1958 : Alfred Hitchcock présente (Alfred Hitchcock Presents), saison 3, épisode 25 Barbara (Flight to the East) d'Arthur Hiller : un client du magasin
- 1959 : Naked City, saison 1, épisode 29 Baker's Dozen de George Sherman : « Comte » John Baker
- 1959 : Au nom de la loi (Wanted: Dead or Alive), saison 2, épisode 10 Sans pitié (Reckless) de R. G. Springsteen : Gus Vogel
- 1959 : Peter Gunn, saison 2, épisode 9 The Rifle de George Stevens Jr. : le premier complice
- 1959 : The Lawless Years (en), saison 2, épisode 4 The Billy Boy « Rockabye » Creel Story : Garden Smith
- 1959-1963 : Les Incorruptibles (The Untouchables)
  - Saison 1, épisode 7 Pas de cadavre au Mexique (Mexican Stake-Out, 1959) de Tay Garnett : Fred Metcalf
  - Saison 2, épisode 14 Le Chef-d'œuvre (The Masterpiece, 1961 : Happy Levinsky) de Walter Grauman et épisode 29 La Septième Voix (The Seventh Vote, 1961 : Alexander Stavro) de Stuart Rosenberg
  - Saison 3, épisode 3 Le Tunnel des horreurs (Tunnel of Horrors, 1961 : Alexander Raeder) de Stuart Rosenberg et épisode 20 L'Histoire de Maggie Storm (The Story of Maggie Storm, 1962 : Louis « Lepke » Buchalter) de Stuart Rosenberg
  - Saison 4, épisode 17 Jazz et Mitraillettes (Blues for a Gone Goose, 1963) : Louis « Lepke » Buchalter
- 1959-1963 : Les Aventuriers du Far West (Death Valley Days)
  - Saison 8, épisode 8 Hang 'Em High (1959) : Chef Kopaw
  - Saison 11, épisode 24 Coffin for a Coward (1963) : Jeb Daley
  - Saison 12, épisode 4 Diamonds Field Jack (1963) : Révérend Spooner
- 1960-1961 : Hong Kong, saison unique, épisode 8 Colonel Cat (1960 : le capitaine) de Budd Boetticher et épisode 24 Love, Honor and Perish (1961 : lieutenant Riviero)
- 1960-1962 : La Quatrième Dimension (The Twilight Zone)
  - Saison 2, épisode 2 L'Homme dans la bouteille (The Man in the Bottle, 1960) de Don Medford : le génie
  - Saison 3, épisode 24 Comment servir l'homme (To Serve Man, 1962) de Richard L. Bare : un Kanamite
- 1961 : Route 66 (titre original), saison 1, épisode 19 An Absence of Tears d'Alvin Ganzer : Blinky Ober
- 1961-1963 : 77 Sunset Strip
  - Saison 3, épisode 39 The Positive Negative (1961) d'Irving J. Moore : Gregory
  - Saison 4, épisode 13 The Navy Caper (1961) de Robert Sparr : Dimitri
  - Saison 5, épisode 33 Our Man in Switzerland (1963) de Richard C. Sarafian : un employé
- 1962 : Le Gant de velours (The New Breed), saison unique, épisode 15 Cross the Little Line de Walter Grauman : Donnell
- 1962-1966 : Gunsmoke ou Police des plaines (Gunsmoke ou Marshal Dillon)
  - Saison 7, épisode 22 The Gallows (1962) d'Andrew V. McLaglen : le juge
  - Saison 12, épisode 10 Stage Stop (1966) d'Irving J. Moore : Curt Hansen
- 1963 : Suspicion (The Alfred Hitchcock Hour), saison 1, épisode 32 Death of a Cop de Joseph M. Newman : Gabby Donovan
- 1963 : Monsieur Ed, le cheval qui parle (Mister Ed), saison 4, épisode 3 Ed Discovers America d'Arthur Lubin : un aristocrate
- 1964 : Au-delà du réel (The Outer Limits), saison unique, épisode 30 Une nouvelle dimension (Production and Decay of Strange Particles) de Leslie Stevens : Collins
- 1964 : Voyage au fond des mers (Voyage to the Bottom of the Sea), saison 1, épisode 11 Le Rayon magnétique (The Magnus Beam) : Inspecteur Falazir

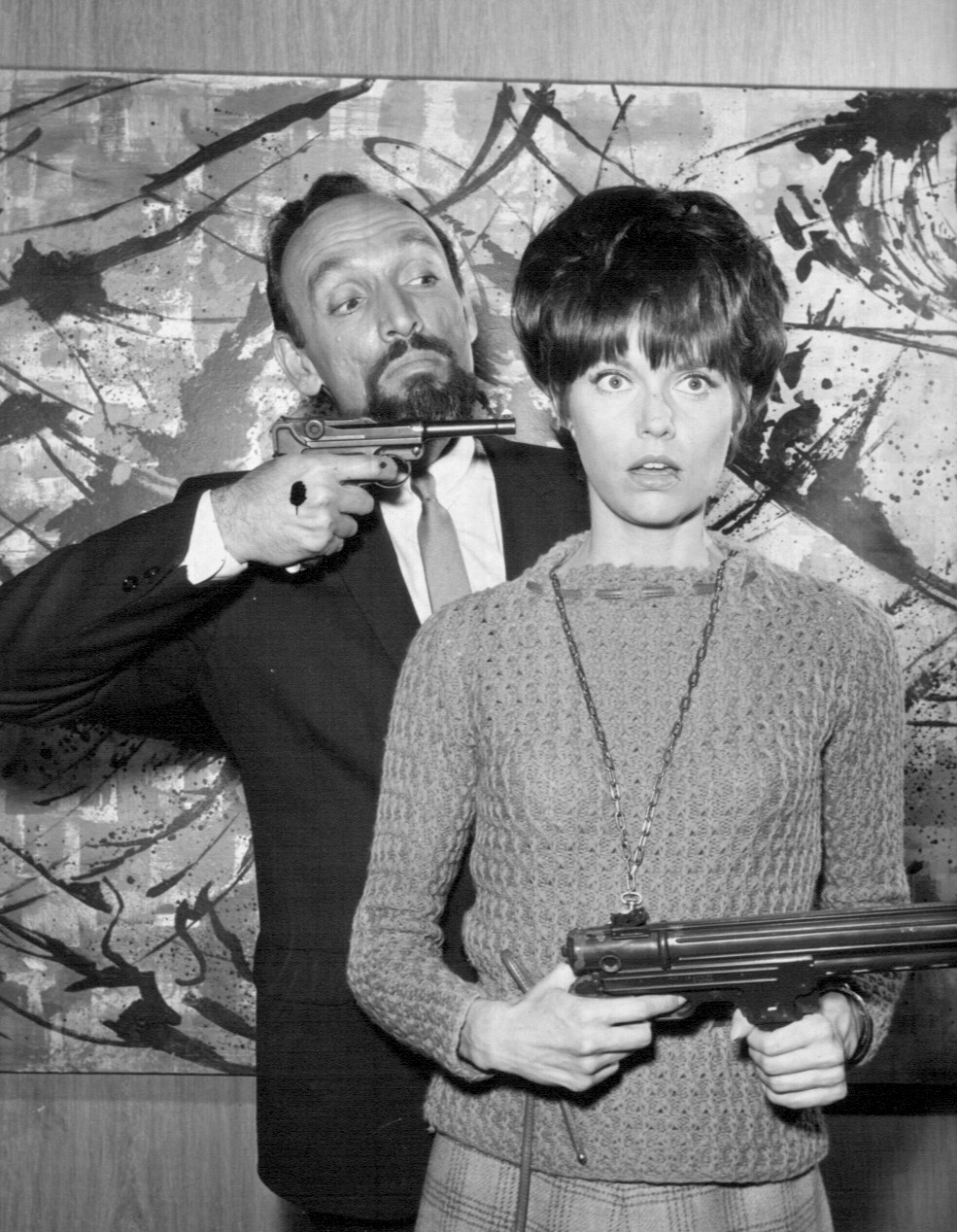
Avec Barbara Feldon, dans la série Max la Menace, épisode Pas vu, pas pris (1965)

- 1965 : L'Homme à la Rolls (Burke's Law), saison 3, épisode 4 Password to Death de Seymour Robbie : Sir Tristan Voss
- 1965 : Max la Menace (Get Smart), saison 1, épisode 5 Pas vu, pas pris (Now You See Him, Now You Don't) de Paul Bogart : Ehrlich
- 1965-1967 : Les Mystères de l'Ouest (The Wild Wild West)
  - Saison 1, épisode 15 La Nuit fatale (The Night of the Fatal Trap, 1965) de Richard Whorf : Viper Black
  - Saison 3, épisode 10 La Nuit du faucon (The Night of the Falcon, 1967) de Marvin J. Chomsky : Felice Munez
- 1966 : Au cœur du temps (The Time Tunnel), saison unique, épisode 7 La Revanche des Dieux (Revenge of Gods) de Sobey Martin : Sardis
- 1966 : L'Extravagante Lucy (The Lucy Show), saison 5, épisode 10 Lucy and John Wayne : le directeur
- 1966-1967 : Des agents très spéciaux (The Man from U.N.C.L.E.)
  - Saison 3, épisode 1 Le Rôle d'une berceuse (The Her Master Voice's Affair, 1966) de Barry Shear : Jason Sutro
  - Saison 4, épisode 11 L'Affaire Gurnius (The Gurnius Affair, 1967) de Barry Shear : M. Brown
- 1966-1972 : Mission impossible (Mission: Impossible)
  - Saison 1, épisodes 4 et 5 Les Baladins de la liberté, 1re et 2e parties (Old Man Out, Parts I & II, 1966) : Colonel Scutari
  - Saison 2, épisodes 5 et 6 L'Esclave, 1re et 2e parties (The Slave, Parts I & II, 1967) de Lee H. Katzin : le roi Ibn Borca
  - Saison 4, épisode 10 Les Frères (The Brothers, 1969) : Colonel Hatafis
  - Saison 7, épisode 13 Le Pantin (The Puppet, 1972) de Lewis Allen : Khalid
- 1967 : Brigade criminelle (Felony Squad), saison 2, épisode 6 The Deadly Junkman de William Hale : Leo Braden
- 1968 : Star Trek, saison 2, épisode 16 Les Enchères de Triskelion (The Gamesters of Triskelion) de Gene Nelson : Maître Thrall Galt
- 1969 : La Nouvelle Équipe (The Mod Squad), saison 2, épisode 6 Lisa de Robert Michael Lewis : George Bates
- 1969 : Le Grand Chaparral (The High Chaparral), saison 3, épisode 9 Senorita Charlie (Lady Fair) : Ainsworth Pardee
- 1970 : Papa Schultz ou Stalag 13 (Hogan's Heroes), saison 6, épisode 6 La Gestapo envahit le Stalag (The Gestapo Takeover) d'Irving J. Moore : Major Strauss
- 1971-1973 : Doris Day comédie (The Doris Day Show)
  - Saison 4, épisode 13 Happiness Is Not Being Fire (1971) d'Irving J. Moore : Harry
  - Saison 5, épisode 14 Follow That Dog (1973) : Harry
- 1973 : Un shérif à New York (McCloud), saison 3, épisode 5 The Million Dollar Round Up de Douglas Heyes : Balwant Dari
- 1974 : Le Magicien (The Magician), saison unique, épisode 21 L'Œil du chat (The Illusion of the Cat's Eye) de Paul Stanley : Hassid
- 1974 : Les Rues de San Francisco (The Streets of San Francisco), saison 3, épisode 2 Les Espèces les plus mortelles (The Most Deadly Species) de Virgil W. Vogel : Marioni
- 1974 : La Planète des singes (Planet of the Apes), saison unique, épisode 11 Le Tyran (The Tyrant) de Ralph Senensky : Daku
- 1974-1975 : L'Homme qui valait trois milliards (The Six Million Dollar Man)
  - Saison 1, épisode 3 Opération Luciole (Operation Firefly, 1974) de Reza Badiyi : le duc
  - Saison 2, épisode 13 Un amour perdu (Lost Love, 1975) d'Arnold Laven : Markos
- 1975 : Police Story, saison 3, épisode 11 Breaking Point : Capitaine Edward Ferguson
- 1976-1981 : Drôles de dames (Charlie's Angels)
  - Saison 1, épisode 7 Une enquête musclée (The Killing Kind) de Richard Benedict : Koslo
  - Saison 5, épisode 16 Monsieur Galaxie (Mr. Galaxy) de Don Chaffey : Danny Barr
- 1977 : Serpico, saison unique, épisode 14 Le Sanctuaire (Sanctuary) de Steven Hilliard Stern : Alexie
- 1977 : Switch, saison 2, épisode 15 Eyewitness de Leo Penn : Roebuck
- 1977 : Super Jaimie (The Bionic Woman), saison 12, épisode 17 Jaimie et le roi (Jaime and the King) d'Alan Crosland Jr. : Hassan
- 1977 : Sergent Anderson (Police Woman), saison 4, épisode 6 Le Tueur à la fleur (The Butterfly Killer) de Michael Mann : Vinnie Venizelos
- 1978 : Starsky et Hutch (Starsky and Hutch), saison 3, épisode 17 Sorcellerie (Satan's Witches) : Rodell
- 1978 : Wonder Woman, saison 2, épisode 20 Formule secrète (The Man Wouldn't Tell) d'Alan Crosland Jr. : Dr Black
- 1979 : Quincy, saison 4, épisode 11 House of No Return d'Harvey S. Laidman : Rawlins
- 1979 : Madame Columbo (Mrs. Columbo), saison 1, épisode 6 Le Mystère des Mages (A Puzzle for Prophets) de Sam Wanamaker : Sid Russell
- 1982 : L'Île fantastique (Fantasy Island), saison 6, épisode 3 De parfaits gentlemen / Légende (The Perfect Gentlemen/Legend) de Philip Leacock : le tueur
- 1983 : Matt Houston, saison 2, épisode 2 La Femme en blanc (The Woman in White) de Kim Manners : Jerome Valentine
- 1983 : Hôtel (Hotel), saison 1, épisode 3 Charades de Jerome Courtland : David Levite
- 1984 : K 2000 (Knight Rider), saison 3, épisodes 1 et 2 Le Roi des robots (Knight of the Drones) de Sidney Hayers : Bubba
- 1985 : Supercopter (Airwolf), saison 2, épisode 15 Un héritage convoité (Santini's Millions) : Cooper
- 1985 : Capitaine Furillo (Hill Street Blues), saison 5, épisode 22 Analyses (You're in Alice's) : Torriello
- 1985 : Hôpital St Elsewhere (St Elsewhere), saison 4, épisode 1 Souvenir du passé (Remembrance of Things Past) de Bruce Paltrow : Dr Jonas Wisner
- 1986 : Alfred Hitchcock présente (Alfred Hitchcock Presents), saison 1, épisode 14 La Bête (Beast in View) de Michael Toshiyuki Uno : Dr Kaufman
- 1986 : Riptide, saison 3, épisode 17 Shakespeare inspiré (The Play's the Thing) : Don Sprague
- 1986-1987 : Les Schtroumpfs (The Smurfs), série d'animation
  - Saison 6, épisodes 1 et 2 La Pierre de longue vie, 1re et 2e parties (Smurfquest, Parts I & II, 1986) : voix additionnelle
  - Saison 7, épisodes 1 et 2 Le Schtroumpf sauvage 1re et 2e parties (Smurf on the Wild Side, Parts I & II, 1987) : voix additionnelle
- 1987 : Le Magicien (The Wizard), saison unique, épisode 16 Le Coup de la chouette (Gypsies, Tramps and Thieves) de Marc Daniels : King
- 1987 : Stingray, saison 2, épisode 11 Une star entre dans la légende (Cry Wolf) de Don Chaffey : Sam de Augusta
- 1987 : Max Headroom, saison 1, épisode 2 Le Grand Cirque (Rakers) de Thomas J. Wright : le promoteur
- 1987 : La Bande à Picsou (Ducks Tales, série d'animation), saison 1, épisode 39 À la mémoire d'un Sphynx (Sphinx for the Memories) : voix additionnelle
- 1987-1988 : Les Snorky (Snorks), série d'animation
  - Saison 3, épisode 1 Dans le ventre de la baleine /Astral est très malade (All's Whale That Ends/Allstar's Last Hour) : voix additionnelle
  - Saison 4, épisode 1 Daphné passe à l'action / Une belle amitié (Daffney's Not So Great Escape/Willie's Best Friend) : voix additionnelle
- 1988 : La loi est la loi (Jake and the Fatman), saison 1, épisode 13 La Doublure (After You've Gone) de Paul Krasny : Tonio Sebastian
- 1988 : Arabesque (Murder, She Wrote), saison 5, épisode 1 Erreur d'impression (J.B. as in Jailbird) d'Anthony Pullen Shaw : Ivanov
- 1991 : La Loi de Los Angeles (L.A. Law), saison 6, épisode 6 Une victoire dangereuse (Badfellas) : Antonio Viola
- 1992 : Guerres privées (Civil Wars), saison 2, épisode 1 The Naked and the Wed d'Oz Scott : le juge Sroge
- 1994-1996 : Star Trek: Deep Space Nine
  - Saison 3, épisode 3 La Maison du Quark (The House of Quark, 1994 : Tumek) et épisode 20 Cause improbable (Improbable Cause, 1995 : l'informateur cardassien) d'Avery Brooks
  - Saison 5, épisode 3 Mauvais Par Mach (Looking for Par' Mach in All the Wrong Places, 1996) d'Andrew Robinson : Tumek
- 1995-1996 : Spider-Man, l'homme-araignée (Spider-Man: The Animated Series), série d'animation, saison 2, épisode 4 Une potion dangereuse (The Mutant Angenda, 1995), épisode 5 La Revanche des mutants (Mutant's Revenge, 1995) et épisode 13 Le Cri du vautour (Shriek of the Vulture, 1996) : Lewald (voix)
- 1997 : Le Dernier Parrain (The Last Don), mini-série de Graeme Clifford, 1re partie : Don Santadio
- 1997 : Brooklyn South, saison unique, épisode 3 Œil pour œil (Why Can't Even a Couple of Us Get Along?) : Chaim Rosenthal
- 1998 : Des jours et des vies (Days of Our Lives), feuilleton, 4 épisodes : Hans
- 1999 : Star Trek: Voyager, saison 5, épisode 13 Gravité (Gravity) : le maître vulcain
- 1999 : Urgences (ER), saison 5, épisode 17 Accident de parcours (Sticks and Stones) de Félix Enríquez Alcalá : M. Kingsley
- 2001 : Bush Président (That's My Bush!), saison unique, épisode 5 Bush donne sa langue au chat (The First Lady's Persqueeter) : Dr Jack Kevorkian
- 2002 : Alias
  - Saison 1, épisode 21 Rendez-vous (Rendezvous) de Ken Olin : Alain Christophe
  - Saison 2, épisode 2 Confiance aveugle (Trust Me) de Craig Zisk et épisode 9 Double Jeu, 2e partie (Passage, Part II) de Ken Olin : Alain Christophe
- 2006 : Bones, saison 2, épisode 11 L'Épouvantail (Judas on a Pole) de David Duchovny : Professeur William Grayson

#### Téléfilms
- 1964 : Fanfare for a Death Scene (en) de Leslie Stevens et Walter Grauman : un complice en voiture
- 1976 : Panache de Gary Nelson : Cardinal Richelieu
- 1978 : Dr. Scorpion de Richard Lang : Lieutenant Reed
- 1978 : The Gypsy Warriors de Lou Antonio : Grenault
- 1979 : Captain America de Rod Holcomb : Rudy Sandrini
- 1980 : Power de Barry Shear et Virgil W. Vogel : Bill Davis
- 1981 : Munster's Revenge (The Munster's Revenge) de Don Weis : Paulo
- 1989 : Seule face au crime (Original Sin) de Ron Satlof : rôle non spécifié

## Théâtre (Off-Broadway)
- 1956 : Le Songe d'une nuit d'été (A Midsummer Night's Dream) de William Shakespeare : Egeus
- 1956 : Roméo et Juliette (Romeo and Juliet) de William Shakespeare : Capulet
- 1956 : Hamlet de William Shakespeare : Claudius
- 1957 : La Nuit des rois (Twelfth Night) de William Shakespeare : Malvolio